# Янбакты
Янбакты (баш. Янбаҡты) — деревня в Благоварском районе Республики Башкортостан Российской Федерации. Входит в состав Балышлинского сельсовета. 

## География

### Географическое положение
Расстояние до:
- районного центра (Языково): 32 км,
- центра сельсовета (Балышлы): 7 км,
- ближайшей ж/д станции (Благовар): 17 км.

## История
До 2007 года называлась Деревней разъезда Янбахта.

## Население
| 2002 | 2009 | 2010 |
| ---- | ---- | ---- |
| 54   | ↘48  | ↗59  |

Согласно переписи 2002 года, преобладающая национальность — башкиры (76 %).